# 地台
地台，又称为陆台（Platform），是大陆地壳的构造单元，是地壳上相对稳定的地区，直径可达数百至数千公里，是由地槽旋回转化形成的，基本由两层结构组成，下层为褶皱基底，由强烈褶皱和广泛变质的复杂岩系组成；上层为沉积盖层，由平缓的沉积岩层组成。地台和地盾、沉积岩一起组成稳定地块。
基底在前寒武纪就结束地槽旋回转化的为古地台，古生代以后形成基底的为新地台，一般在大地构造学中所称的地台指古地台，新地台习惯被称为褶皱系。